# Diana Hinko
Diana Hinko (* 30. November 1943 in Wien) ist eine ehemalige österreichische Eiskunstläuferin, die im Paarlauf startete.

## Karriere
Sie startete zusammen mit Heinz Döpfl bei den Olympischen Winterspielen 1960 in Squaw Valley, wo sie den achten Platz erreichten.
Das Paar siegte davor drei Mal bei den Österreichischen Meisterschaften (1959–1961) und erreichte den fünften Platz bei den Eiskunstlauf-Europameisterschaften 1961.
Nach dem Ende dieser Partnerschaft gewann Hinko nochmals mit Bernd Henhappel den Titel im Paarlauf bei den Österreichischen Meisterschaften 1962. 